# Vagamon

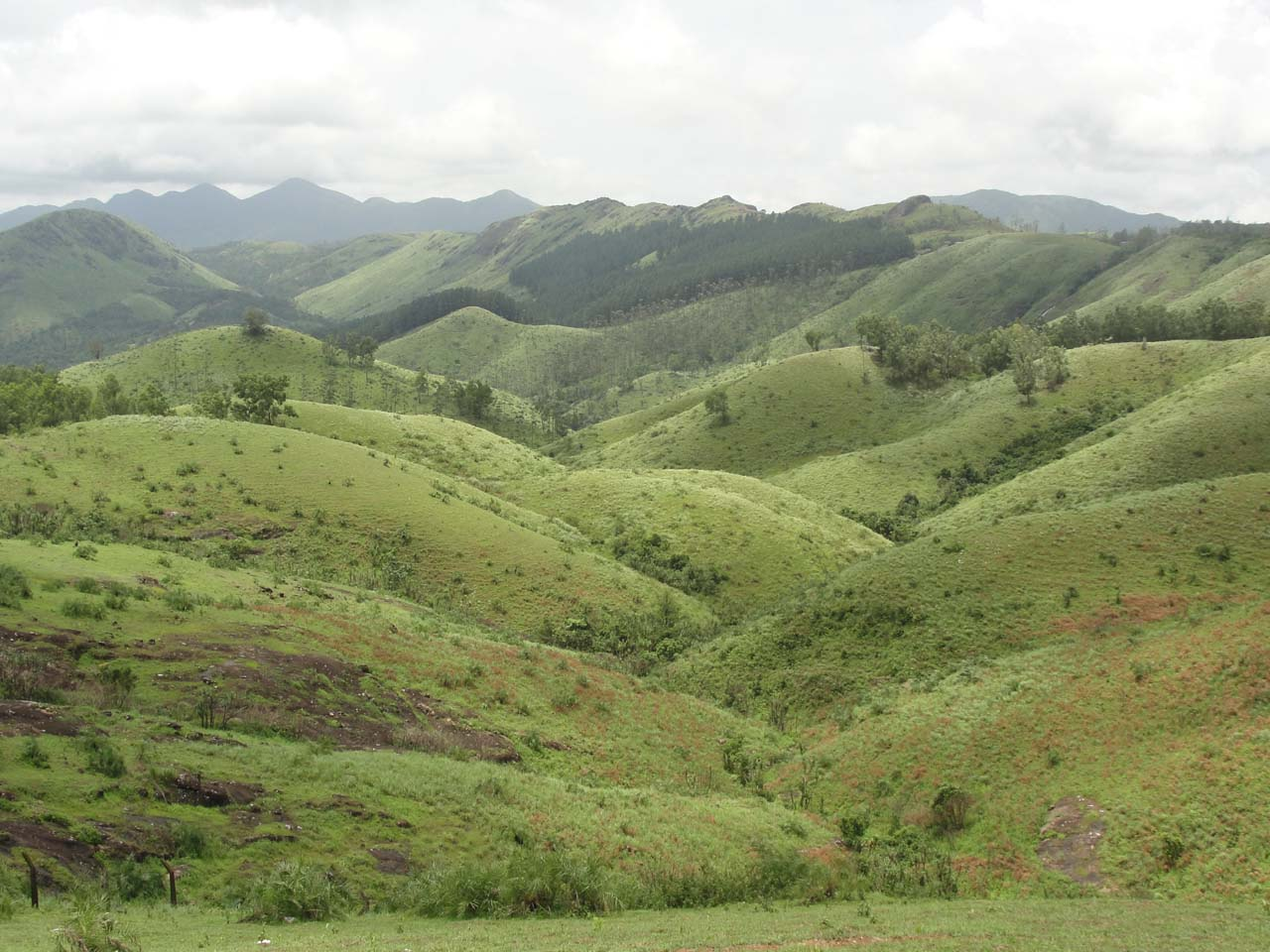
Wiesen bei Vagamon

Vagamon, auch Wagamon (വാഗമൺ) geschrieben, ist ein indischer Bergort im Bundesstaat Kerala. Er befindet sich in den Taluks Meenachil und Kanjirapally im Distrikt Kottayam sowie im Taluk Peermade im Distrikt Idukki.
Vagamon liegt 64 km von Pala entfernt, befindet sich auf einer Höhe von 1100 Metern über dem Meeresspiegel und ist umgeben von Teeplantagen und Wiesen.
Während der Britischen Kolonialzeit wurde der Ort als sogenannte Hill Station genutzt. Ihnen folgten christliche Missionare, die sich in der Kurisumala in Vagamon etablierten.
National Geographic Traveller hat Vagamon in seinem Verzeichnis der "50 attraktivsten Orte in Indien" aufgeführt.